# Hy Nhĩ
Hy Nhĩ hay Khả Khả Tây Lý (tiếng Mông Cổ: Aqênganggyai có nghĩa là Chúa tể của Mười nghìn núi) là một khu vực bị cô lập ở phía Tây bắc Thanh Hải-Thanh Tạng, Trung Quốc. Đây là khu vực có dân số ít nhất Trung Quốc và ít thứ ba trên thế giới.

## Địa lý
Khu vực này có diện tích 83.000 km2 ở độ cao trung bình 4.800 mét so với mực nước biển, trải dài theo hướng Đông-Tây giữa các dãy núi Đường Cổ Lạp và Côn Lôn ở khu vực ranh giới giới Tây Tạng, tỉnh Thanh Hải và tây bắc Khu tự trị Tân Cương của Trung Quốc. Phần đông nam của Hy Nhĩ là khu vực khô cằn của sông Chumar, một trong những sông lớn đầu nguồn của sông Dương Tử. Phần còn lại của vùng là Lòng chảo nội lục, với các cửa thoát nước cho nhiều hồ cá biệt lập.

## Địa chất
Hy Nhĩ là một núi lửa. Vùng núi lửa chưa được đặt tên bao quanh có chứa một số ngọn núi có niên đại từ cuối Đại Tân sinh. Ba Mao Cùng Tông có diện tích 300 km2 có một nhà thờ được bảo tồn nguyên vẹn ở phía đông bắc của đỉnh núi và một dòng chảy nham thạch chảy qua các lớp trầm tích của hồ nước. Khương Ba Khiếm bao phủ một khu vực rộng lớn dọc theo ranh giới phía nam của dãy Côn Lôn. Ngọn núi lửa Khả Khả Tây Lý được cho là đã từng phun trào năm 1973 qua một bức ảnh vệ tinh hiện nay được xem là núi lửa không hoạt động.

## Động vật hoang dã
Mặc dù có khí hậu khắc nghiệt nhưng Hy Nhĩ là quê hương của 230 loài động vật hoang dã, 20 loài trong số đó là những loài có mặt trong Sách đỏ Trung Quốc trong đó phải kể đến Bò Tây Tạng, Lừa hoang, Hươu, Gấu nâu, Linh dương Tây Tạng. Thỏ cộc cao nguyên là loài gặm nhấm phổ biến, chúng là thức ăn chính của gấu nâu. Khả Khả Tây Lý cùng các loài động vật ở đây được biết đến sau khi bộ phim Kekexili: Mountain Patrol của đạo diễn Lục Xuyên ra mắt năm 2004.

## Giao thông vận tải
Đường sắt Thanh-Tạng và Quốc lộ 109 chạy dọc theo ranh giới phía đông của khu bảo tồn. Hầm Phong Hỏa Sơn hiện là hầm đường sắt cao nhất thế giới (dài 1.338 mét với lối vào ở độ cao 4905 mét so với mực nước biển) được xây dựng trong khu vực.